# Gligorije Mandić
Gligorije Mandić, črnogorski general, * 17. april 1912, Kameno, Herceg Novi, † 15. januar 1994, Hercegnovi, Črna Gora.

## Življenjepis
Pred vojno je bil narednik v Jugoslovanski kraljevi vojni mornarici; zaradi revolucionarnega delovanja je bil degradiran in odpuščen. 
Leta 1935 je postal član KPJ. Leta 1941 je bil med organizatorji NOVJ v Boki. Vojno je končal kot poveljnik 12. korpusa.
Po vojni je končal Vojaško akademijo Vorošilov in VVA JLA ter bil med drugim poveljnik KNOJa.